# NRG (음악 그룹)
NRG(New Radiancy Group)는 1996년 하모하모를 모태로 데뷔한 대한민국의 보이 그룹이다. 소방차의 멤버였던 김태형과 정원관이 함께 프로듀싱했다. 중국에 진출하여 한류 열풍을 일으킨 1세대 아이돌 그룹 중 하나이다. 2005년 7집을 끝으로 개별활동을 하다가 2017년에 이성진, 천명훈, 노유민이 데뷔 20주년 기념으로 새 앨범과 함께 컴백했다. 현재는 멤버 간 불화가 표면화된 상태로 2022년 천명훈이 'nrg로서의 마지막 음원'이라고 선언함에 따라 사실상 해체하였다.

## 역사
1996년에 이성진과 천명훈은 2인조 그룹《하모하모》로 데뷔했다. 이후 뮤직팩토리 연습생 겸 백댄서였던 노유민, 문성훈과 깨비깨비 해체 후 천명훈의 추천으로 영입된 김환성이 차례로 영입됨에 따라 2인조에서 5인조로 재편되면서 NRG로 그룹명을 개명하였는데 천명훈은 해당 그룹에 앞서 H.O.T. 멤버 물망에 거론되기도 했다.
그룹의 이름은 New Radiancy Group의 약자로, 새롭게 빛나는 그룹을 뜻한다. 1997년 1집 <할 수 있어>를 발표하고 1998년 2집 <사랑만들기>를 발표하였다.
1999년부터 중국에 진출하며 본격적으로 중국활동을 하게 되며, 중국에서 큰 인기를 얻게 되자 한국 가수 최초로 중국 CF에 출연하였다. 하지만 같은 해 8월 팀의 리더 이성진과 멤버 천명훈이 팀을 탈퇴하며 위기가 찾아오게 된다. 이 때 기자회견에서 이성진과 천명훈은 '멤버간의 불화가 아닌 자진 탈퇴'라고 밝혔다. 사실 소속사에서는 이성진과 천명훈보다 나머지 3인조로 비중을 늘렸다.
하지만 그룹의 인기를 상승시킨 것은 리더 이성진이었다. 2010년에 KBS2 《해피투게더》에서 천명훈이 고가의 의상을 찢어 팀에서 탈퇴당했다고 밝힌 바 있으며 이로써 결국 NRG는 나머지 3인조(노유민, 문성훈, 김환성)으로 활동하게 되었고 3집활동은 상업적으로 큰 성과를 얻지 못하게 된다.
2000년 팀의 막내였던 멤버 김환성이 감기몸살로 병원에 입원하였다. 3일 후, 상태는 호전되었고 팬들에게 사서함에 음성 메시지로 안부를 남겼으나 다음날 상태가 악화되면서 회복하지 못하였고 결국 6월 15일, 19세의 나이로 요절하였다. 그 이후에도 이성진과 천명훈은 재합류했다. 
2001년 6월 1년간의 공백기를 거쳐 4집음반 <비(悲)>를 발표하였으며, 강타가 작사, 작곡하였고 김환성의 추모곡으로 화제를 모았다. 공백기간 동안 이성진은 예능 프로에 출연하며 복귀를 준비하였으며, 이 때부터 '주접맨'이라는 별명을 얻게 된다. 동료를 잃고 몰락한 팀의 이미지를 회복시키려는 이야기도 있었다.
2003년 2월 7일 천명훈이 작사, 작곡한 5집음반 <Hit Song>을 발표하였으며 데뷔 6년만에 가요 프로에서 1위를 수상하였고 이성진은 수상소감에서 "하늘에 있는 환성이에게 바칩니다"라고 밝혔다.
2004년 6집 <대한건아만세>로 체감 인기로는 5집에 버금 가는 성과를 거둔 편으로 아테네 올림픽을 겨냥했기 때문인지 이성진과 문성훈이 올림픽 성화 주자로 뛰었다.
2005년에는 천명훈도 활발하게 예능에서 활동하면서 '부담보이' 이미지도 이때부터 만들어지기 시작되었다.
2005년 10월에도 문성훈이 탈퇴하고 3인조(이성진, 천명훈, 노유민)로 7집 <별책부록>을 발표한 NRG는 이로써 공식 활동을 종료하였으며, 
2016년 10월 23일 10년만의 팬미팅을 통해 컴백을 발표했다.
2017년 10월 28일 데뷔 20주년 음반 발매와 동시에 쇼케이스를 열어 활동을 재개하였다.

## 구성원
| 이름   | 소개 |
| ------ | --- |
| 이성진 | - 이름 : 이성진 - 생년월일 : 1977년 2월 5일(48세) - 출생지 : 대한민국 서울특별시 - 포지션 : 리더, 메인보컬 - 활동기간 : 1997년 10월 28일 ~ 현재               |
| 천명훈 | - 이름 : 천명훈 - 생년월일 : 1978년 4월 6일(47세) - 출생지 : 대한민국 서울특별시 - 포지션 : 리드래퍼, 서브보컬, 메인댄서 - 활동기간 : 1997년 10월 28일 ~ 현재 |
| 노유민 | - 본명 : 노갑성 - 생년월일 : 1980년 10월 12일(44세) - 출생지 : 대한민국 서울특별시 - 포지션 : 서브보컬, 리드댄서 - 활동기간 : 1997년 10월 28일 ~ 현재         |
| 문성훈 | - 이름 : 문성훈 - 생년월일 : 1980년 10월 15일(44세) - 출생지 : 대한민국 서울특별시 - 포지션 : 메인래퍼, 서브보컬 - 활동기간 : 1997년 10월 28일 ~ 현재         |

### 이전 구성원
| 이름   | 소개 |
| ------ | --- |
| 김환성 | - 이름 : 김환성 - 생년월일 : 1981년 2월 14일 - 출생지 : 대한민국 전라남도 광주시 광산구 - 사망일 : 2000년 6월 15일(19세) - 사망지 : 대한민국 서울특별시 강남구 도곡동 - 포지션 : 서브보컬 - 활동기간 : 1997년 10월 28일 ~ 2000년 6월 15일 |

## 앨범
- 《New Radiancy Group》 (1997년)
- 《Race》 (1998년)
- 《Season's Greetings》 (1998년)
- 《Kiss in Christmas》 (1999년)
- 《NRG 003》 (1999년)
- 《Live Concert in China 2000》 (2000년)
- 《비(悲)》 (2001년)
- 《NRG 1st Concert with Antonio》(2001년)
- 《Hit Song》 (2003년)
- 《NR6G》 (2004년)
- 《One of Five : 따로 또 같이》(2005년)
- 《20세기 (20주년 기념앨범)》(2017년)
- 《통화중》 (2018년)
- 《평창올림픽 헌정곡》 (2018년)

## 음반 외 활동
- 2022년 TV조선 《아바드림》 10회[2]

## 수상 경력

### 시상식
| 연도   | 수상 내역 |
| ------ | --- |
| 1998년 | - 《KMTV 가요대전》 인기가수상 - 《서울가요대상》 신인상 - 《SBS 가요대전》 남자신인상                                                             |
| 2001년 | - 《Mnet 뮤직비디오 페스티벌》 Asia Viewer's Request                                                                                               |
| 2003년 | - 《KMTV 코리안 뮤직 어워드》 올해의 가수상 - 《골든 디스크》 본상 - 《SBS 가요대전》 본상 - 《KBS 가요대상》 본상 - 《MBC 10대 가수 가요제》 본상 |
| 2004년 | - 1월 19일 (재)아시아문화산업교류재단 창립식 '아시아 문화교류 유공자 표창장' - 중앙인민방송국 《한국가수시상식》 최고남자가수상                    |

### 가요 프로그램 1위
| 연도   | 수상 내역 |
| ------ | --- |
| 2003년 | - Hit Song - 3월 22일 MBC 《생방송 음악캠프》 1위 - 3월 23일 《SBS 인기가요》 뮤티즌송 - 4월 13일 《SBS 인기가요》 뮤티즌송 (통산 2주) |